# 세바스티안 피녜라
미겔 후안 세바스티안 피녜라 에체니케(스페인어: Miguel Juan Sebastián Piñera Echenique, 스페인어 발음: [miˈɣel ˈxwan seβasˈtjam piˈɲeɾa etʃeˈnike] ( 듣기), 문화어: 쎄바스띠안 삐녜라 에체니께, 1949년 12월 1일~2024년 2월 6일)는 칠레의 정치인으로, 2010년부터 2014년까지 대통령을 지냈다. 2010년 1월 17일 일요일에 열린 2009년 - 2010년 칠레 대통령 선거의 결선에서 승리했으며, 경제학자, 투자자, 정치인, 전직 상원의원으로 잘 알려져있다. 중도 우파 국민혁신 (RN)의 당원, 변화를 위한 연합의 선거인, 이전 칠레 연합의 구성원이다.
2017년 대선에서 알레한드로 기이에르를 누르고 당선되어, 4년 만에 대통령직에 복귀했다. 2019년 세계시민상(Global Citizen Award)을 수상했다.(미국 대서양협의회, Atlantic Council)

## 개인적인 삶
피녜라는 산티아고에서 호세 피녜라 카르바요와 마그달레나 에체니케 로사스의 아들로 태어났다. 아버지 호세 피녜라 카르바요는 와 CORFO(Corporación de Fomento de la Producción de Chile)에서 기술자로 일했으며 벨기에와 유엔에서 칠레 대사를 역임했다. 세바스티안 피녜라는 세 명의 남자형제와 두 명의 여자형제가 있었으며 그 중 넷째였다:과달루페, 호세 피녜라 (아우구스토 피노체트 밑에서 노동부 장관을 했음), 파블로, 세바스티안, 미겔 피녜라 (잘 알려진 칠레의 연기자), 마그달레나. 그는 세실리아 모렐과 결혼해서 네 아이를 두었다:마그달레나, 세실리아, 세바스티안, 크리스토발.

## 교육
그가 태어나고 1년 뒤, 피녜라 에체니케 가족은 벨기에로 이민갔으며, 유엔의 칠레 대사로서 그의 아버지의 직업 때문에 나중에 뉴욕 시로 옮겼다. 1955년에 칠레로 돌아와서 디바인 워드 학교 (Colegio del Verbo Divino)에 등록했으며, 1967년에 졸업하였다.
피녜라는 후에 경제학 전공으로 칠레 교황청 가톨릭 대학교에 등록했으며, 1971년에 졸업하였다. 졸업하면서, 그는 같은 학년의 전체 중 최고의 학생에게 주는 라울 이버 옥슬레이 상 (Raúl Iver Oxley Prize)을 받았다. 그는 또한 대학 역사상 가장 높은 학점을 받은 학생 중 한 사람으로 졸업을 하였다.
피녜라는 하버드 대학교 경제학 대학원에서 풀브라이트 프로그램의 혜택을 받으며 학업을 지속하였다. 하버드에서 있는 동안, 그와 동료는 《Journal of Economics History》에 〈The Old South's Stake in the Inter-Regional Movement of Slaves〉라는 논문을 공저하여 실었었다. 그는 또한 1975년에서 1976년까지 조교(Teaching Fellow)로 활동하였다. 하버드에서 3년 후, 그는 경제학 박사 학위와 함께 졸업하였다. 그의 졸업논문은 《The Economics of Education in Developing Countries》였다. 그는 1976년에 칠레로 돌아왔다.

## 교수 경력
졸업 후, 피녜라는 1971년부터 1988년까지 교육자로 활동하였다. 그는 칠레 대학교, 칠레 교황청 가톨릭 대학교, 아돌포 이바네스 대학교에서 경제학 교수를 하였다. 1971년에 칠레 대학교 경제 학부에서 경제 정치 이론 교수였으며, 1972년에는 발파라이소 비즈니스 스쿨의 교수였다.

## 재단
1989년 세실리아 모렐, 다니카 라딕, 파울라 델라노와 함께 피녜라는 초기 《La Casa de la Juventud》라 불리던《Fundación Mujer Emprende》를 설립하였다. 이 재단의 목적은 저수입 젊은 여성의 능력 개발을 지원해주는 것이었다.
1993년 피녜라는 《Fundanción Futuro》를 설립하였다. 그는 재단의 회장을 맡았으며 이사진들은 크리스티안 보사 D., 마리아 테레사 차드윅 P., 휴고 몬테스 B., 세실라 모렐 M., 레나토 포블레테 S.J.였고 재단의 수석 이사는 마그달레나 피녜라였다. 재단의 목적은 칠레의 정의, 자유, 민주주의 발전을 돕는 것이다.

## 사업
피녜라는 칠레 전국으로 방송하는 지상파 채널 칠레비전의 100%, 란 항공의 27%, 축구 클럽 콜로-콜로 (Club Social y Deportivo Colo-Colo)의 13%를 소유하고 있으며, 키녠코 (Quiñenco), 에너시스 (Enersis), 소키미치 (Soquimich) 같은 회사의 주식의 상당량을 보유하고 있다.
포브스 지에 따르면, 피녜라는 2009년 3월로서 10억 달러의 부를 축적한 상태이다. 그의 재산의 대부분은 1970년대 후반에 칠레에 신용카드를 도입한것과 뒤이은 란 항공 주식에 투자한 덕분이다. 피녜라는 쿠에토 가와 함께 한 합작투자의 일부로서, 1994년에 스칸디나비아 항공의 주식을 취득하였다.
1982년에 피녜라에게 체포영장이 발부되었다. 그는 탈카 은행의 부장 시절에 금융 법을 위반한 혐의로 고소되었다. 피녜라는 그의 변호사가 법원 명령에 항소하는 동안, 24일을 몸을 숨기며 지냈다. 인신보호영장이 처음에 항소법원에 의해 거부 당했지만, 그 후 대법원이 승인하면서 피녜라는 방면되었다.
2007년 7월에, 피녜라는 2006년 중반 란 항공 주식의 (내부자 거래와 매우 유사한) 특별한 정보를 받은 후 구입 주문을 철회하지 않은 이유로 칠레의 증권 감독자 (SVS)에 의해 대략 680,000 달러의 벌금이 선고되었다. 피녜라는 어떤 범죄사실도 인정하지 않았으며 그의 이미지를 손상시키기 위한 정치적인 공격이라고 강력히 주장했다. 그는 법원 처리 절차가 몇 년이 걸릴 수 있으며 2009년 후반에 대통령으로 다시 출마하기 위한 그의 목적을 방해하는 것이라 언급하면서 항소 하지 않았다. 그 후, 그는 란 항공과 킨텍 (Quintec)의 의사회직을 사임하였다.

## 정치 경력
정치계에 뛰어들 당시 피녜라는 열렬한 아우구스토 피노체트의 지지자였으나, 1988년 칠레 국민투표에서 피노체트에게 반대표를 던졌다고 공표했다. 그러나, 1989년에 그는 피노체트 군사독재정권의의 재정장관이었던 헤르난 뷔치의 대통령 선거운동을 지휘했다. 선거 과정 동안, 피녜라는 1990년부터 1998년 사이 산티아고의 상원의원으로 선출되었으며 얼마 뒤, 우익 정당인 국민혁신에 가입하였다. 상원의원 임기 동안 그는 상원 재정위원회의 위원으로 활동하였다.
1993년 칠레 대통령 선거에서 당의 대통령 후보가 되려는 그의 도전은 그가 참석한 정치 TV 쇼 동안 그와 친구 사이에 도청된 대화가 폭로되었던 피녜라게이트로 알려진 스캔들에 말려들어 극적으로 끝을 맺게 되었다. 그 TV 방송국의 사장 리카르도 클라로가 공개한 대화에서, 그는 피녜라의 측근이라고 평가받는 언론인이 진행하는 그 쇼 동안 같은 당의 경쟁 후보 에블린 매튜가 구석에 몰리도록 음모를 꾸몄었다. 그 테이프는 당시 한 칠레 군인에 의해 불법적으로 녹화되어 매튜에게 넘겨졌고, 매튜는 그 테이프를 클라로에게 넘겨 폭로하게 했다. 또한 매튜는 피녜라를 대통령 경선에서 은퇴시켰다.
피녜라는 2001년부터 2004년까지 당 총재를 하였다. 그는 2001년에 상원의원 출마를 시도했지만 우당인 독립민주연합의 대통령 후보 호아킨 라빈이 피녜라 당 출신의 후보를 지지하지 않을 것이라는 사실을 명확히 하면서 대신에 은퇴한 제독 호르게 아란치비아를 지지할 것을 단언한 후에 상원의원 출마를 포기했다.
2005년 5월 14일 피녜라는 2005년 칠레 대통령 선거에 출마할 것을 발표했다. 그는 정치 철학을 기독교 인본주의로 설명했다. 12월 11일 첫번째 투표에서 25.4%를 득표하여 결선투표에 올라갔다. 어떤 후보도 과반수를 얻지 못했기 때문에, 2006년 1월 15일에 그와 여당 후보 미첼 바첼레트 사이에 결선 투표가 열렸다. 결선 투표에서 54%를 득표한 미첼 바첼레트에 패해 낙선하였다.

## 대통령 재임 시절
산호세 광산 붕괴 사고 이후 광부 구조를 지휘했다. 사고 현장 방문은 야당으로부터 정권 이미지 되살리기라는 비판을 받았다.
2010년 칠레 지진 연설때 지진해일(Maremoto)을 Marepoto(엉덩이 해일)이라고 말하는 실수를 하였는데, 이것은 나중에 칠레 네티즌들에 의해 비웃음거리가 되기도 했다. 들어보기
2019년 극심한 불평등과 무리한 지하철 요금 인상으로 촉발된 칠레 반정부 시위의 여파로 인하여 지지율이 6%로 하락하였다.
2022년 3월 11일 임기를 마치고 퇴임하였다.

## 사망
2024년 2월 6일 로스리오스주에 위치한 랑코 호수 상공에서 타고 있던 헬리콥터가 추락하여 74세의 일기로 사망하였다.

## 역대 선거 결과
| 선거명           | 직책명        | 대수 | 정당     | 1차 득표율 | 1차 득표수  | 2차 득표율 | 2차 득표수  | 결과 | 당락             |
| ---------------- | ------------- | ---- | -------- | ---------- | ----------- | ---------- | ----------- | ---- | ---------------- |
| 2005-2006년 선거 | 칠레의 대통령 | 39대 | 국민혁신 | 25.40%     | 1,763,694표 | 46.50%     | 3,236,394표 | 2위  | 낙선             |
| 2009-2010년 선거 | 칠레의 대통령 | 40대 | 국민혁신 | 44.06%     | 3,074,164표 | 51.61%     | 3,591,182표 | 1위  | 칠레 대통령 당선 |
| 2017년 선거      | 칠레의 대통령 | 42대 | 무소속   | 36.64%     | 2,418,540표 | 54.57%     | 3,796,918표 | 1위  | 칠레 대통령 당선 |